# Wagony nr 85–92 (tramwaje w Mediolanie)
Wagony nr 85–92 – seria siedmiu tramwajów silnikowych, które eksploatowano dawniej we włoskim Mediolanie.

## Historia
Wagony dostarczył zakład Reggiane; ze względu na miejsce produkcji tramwaje otrzymały przydomek „Reggio Emilia”. Nadwozie posiadało konstrukcję drewnianą, podobną do tej w wagonach nr 44–49, które wyprodukowano kilka lat wcześniej.
Tramwaje zwane „Reggio Emilia” uznać można za protoplastów dzisiejszych tramwajów dwusystemowych: wyposażone one były bowiem w aparaturę elektryczną umożliwiającą ich zasilanie zarówno z sieci o napięciu stałym 600 V (linie miejskie), jak i z sieci o napięciu stałym 1200 V (linie podmiejskie).
Wagony kursowały na nieistniejących już obecnie liniach tramwajowych Mediolan – Vaprio d’Adda oraz Mediolan – Vimercate.

## Dostawy
W 1928 r. wyprodukowano siedem wagonów tego typu.
| Państwo        | Miasto         | Lata dostaw    | Liczba | Numery taborowe |       |  |
| -------------- | -------------- | -------------- | ------ | --------------- | ----- |  |
| Włochy         | Mediolan       | 1928           | 7      | 85–92           | [ 1 ] |  |
| Łączna liczba: | Łączna liczba: | Łączna liczba: | 7      |                 |       |  |